# Nordiska rådet
Nordiska rådet är det officiella samarbetsorganet mellan de nordiska staternas parlament inom ramen för det nordiska samarbetet. Nordiska rådet bildades den 16 mars 1952 av Danmark, Island, Norge och Sverige. Finland inträdde 1955. Ett av de första konkreta besluten var den nordiska passunionen, som trädde i kraft den 1 juli 1954 och gjorde Norden till en gemensam arbetsmarknad.

## Organisation
Nordiska rådet är en parlamentarikerförsamling som består av 87 ledamöter och representerar de fem självständiga länderna och de tre självstyrande områdena (Grönland, Färöarna och Åland). Rådsmedlemmarna, som kommer från ländernas parlament, nomineras av respektive politiska parti och väljs av parlamentet. Direkta val till Nordiska rådet förekommer inte. Andra exempel på parlamentarikerförsamlingar Brittisk-irländska parlamentarikerförsamlingen och Baltiska rådet.
Nordiska rådet har framför allt varit de nordiska parlamentens samarbetsorgan, men ända från starten har även de nordiska ländernas regeringar drivit samarbeten inom rådets ram. Regeringssamarbetet formaliserades 1971 genom att Nordiska ministerrådet skapades.
Det nordiska ministerrådet är egentligen inte ett enda råd, utan ett flertal som har en gemensam benämning. I ministerrådet möts flera nordiska fackministrar, men några som inte är med är utrikes- och försvarsministrarna. Detta förhindrar dock inte att de ministrarna möts enskilt.
Nordiska rådet och Nordiska ministerrådet betjänas av var sitt sekretariat, som båda ligger i Köpenhamn. Inom Nordiska rådet finns det även nationella sekretariat som är knutna till det egna landets delegation. De flesta som arbetar på Nordiska ministerrådet är experter inom de olika fackområdena som utgör det nordiska samarbetet, men dessa har även ansvar för den löpande tillsynen och ledningen av över nordiska institutioner i icke-europeiska länder. De anställda på Nordiska rådets sekretariat arbetar för att bidra med ett bredare spektrum av ämnesområdena som diskuteras.
Formerna för det officiella nordiska samarbetet slogs fast i ett avtal den 23 mars 1962, Helsingforsavtalet.(no) Avtalet har sedan dess ändrats flera gånger (senast 1995).

## Kulturutbyte och lokalkontor
En väsentlig del av Nordiska rådets verksamhet handlar om att stärka det nordiska samarbetet inom framförallt kultur, men också inom skola och vissa fackområden. Nordisk kulturfond och andra stödfonder förmedlar årligen stöd för bland annat reseutbyten, studieresor, gemensamma kulturprojekt och gästspel, översättningar med mera. Man förmedlar även information om verksamheter och kulturhändelser inom Norden, och lokala kontakt- och informationskontor finns i alla de anslutna länderna och regionerna samt på flera ställen i Ryssland, Estland, Lettland, Litauen och på Sønderjylland i Tyskland. I Finland heter den lokala parten Kulturkontakt Nord från och med 2012.
Nordiska rådet delar också ut de årliga priserna Nordiska rådets litteraturpris, Nordiska rådets musikpris, Nordiska rådets filmpris, Nordiska rådets miljöpris och Nordiska rådets pris för barn- och ungdomslitteratur.

## Norden i Europa
Trots ett nära samarbete i Nordiska rådet och Nordiska ministerrådet finns det ett flertal betydande olikheter när det kommer till ländernas europeiska integration. Sverige, Danmark och Finland är medlemmar i Europeiska unionen vilket inte Norge och Island är. Norge och Island är i stället medlemmar av Europeiska frihandelssammanslutningen. Alla nordiska länder är dock med i Europeiska ekonomiska samarbetsområdet och Schengensamarbetet vilket innebär att även Island och Norge är knutna till EU vid sidan av Nordiska rådet. Tidigare avtal inom Nordiska rådet är numera antingen ersatta av EU-avtal eller integrerade i EU. Exempel på detta är att på senare år har Schengensamarbetet uppslukat den nordiska passunionen, som det i praktiken ersatt.
Nordiska rådet och ministerrådet arbetar aktivt med EU-frågor och Nordiska rådet har sedan september 2017 ett kontor i Bryssel. Syftet med Nordiska rådets Brysselkontor är att etablera kontakter mellan Nordiska rådet och Europaparlamentet. Nordiska rådets första representant i Bryssel är Matilda af Hällström.
Dock har Norden efterhand visat sig passa bra in det regionsperspektiv, som länge funnits med i EU:s diskussioner om framtidsutveckling och genom samarbetet med Ryssland och de baltiska länderna har en ny viktig uppgift vuxit fram för att stärka ett större närmande, samarbete, en förbättrad säkerhets-, demokrati- och miljöutveckling samt handels-, forsknings- och kulturutbyte. För detta har man även initierat projektet Den nordliga dimensionen.
Efterhand har alltfler initiativ tagits för att förnya och stärka Nordiska rådets funktion som regionparlament inom EU och att stärka och marknadsföra Norden och dess rådssamverkan internationellt som ett föredöme, inte minst mot bakgrund av alltfler problem inom EU och dess medlemsländer. Till skillnad från Benelux finns det ingen uttrycklig bestämmelse i Europeiska unionens fördrag som tar hänsyn till det nordiska samarbetet. Fördragen föreskriver dock att internationella avtal som medlemsstaterna har ingått före det att de har blivit medlemmar i unionen fortsätter att vara giltiga, även om de är i strid med unionsrättens bestämmelser. Dock måste varje medlemsstat vidta alla nödvändiga åtgärder för att så snabbt som möjligt undanröja eventuella motstridigheter. Det nordiska samarbetet kan därför i praktiken endast utformas i den mån det överensstämmer med unionsrätten.

## Medlemmar
| Medlem   | Parlament           | Ledamöter | År för anslutning | Status                                         |
| -------- | ------------------- | --------- | ----------------- | ---------------------------------------------- |
| Danmark  | Folketinget         | 16        | 1952              | Suverän stat                                   |
| Finland  | Finlands riksdag    | 18        | 1955              | Suverän stat                                   |
| Färöarna | Färöarnas lagting   | 2         | 1970              | Autonomt delområde av Konungariket Danmark     |
| Grönland | Grönlands landsting | 2         | 1984              | Autonomt delområde av Konungariket Danmark     |
| Island   | Alltinget           | 7         | 1952              | Suverän stat                                   |
| Norge    | Stortinget          | 20        | 1952              | Suverän stat                                   |
| Sverige  | Sveriges riksdag    | 20        | 1952              | Suverän stat                                   |
| Åland    | Ålands lagting      | 2         | 1970              | Självstyrande landskap inom Republiken Finland |

## Partigrupper
Ledamöterna i Nordiska rådet kan bilda partigrupper som får stöd för sin verksamhet. De ledamöter som väljer att stå utanför kan få ett visst stöd. För att kunna bilda en partigrupp krävs det minst fyra ledamöter från minst två olika länder och det finns för närvarande fem grupper. Fyra ledamöter står utanför en partigrupp.
| Partigrupp                         | Antal partier |
| ---------------------------------- | ------------- |
| Konservativa gruppen               | 7             |
| Mittengruppen                      | 24            |
| Nordisk frihet                     | 3             |
| Socialdemokratiska gruppen         | 8             |
| Vänstersocialistiska gröna gruppen | 7             |
| Ledamöter utan partigrupp          | 1             |

## Rådsdirektör
- Emil Vindsetmoe, Norge 1971–1973
- Helge Seip, Norge 1973–1977
- Gudmund Saxrud, Norge 1977–1982
- Ilkka-Christian Björklund, Finland 1982–1987
- Gerhard af Schultén, Finland 1987–1989
- Jostein Osnes, Norge 1990–1994
- Anders Wenström, Sverige 1994–1996
- Berglind Asgeirsdóttir, Island 1996–1999
- Frida Nokken, Norge 1999–2007
- Jan-Erik Enestam, Finland 2007–2013
- Britt Bohlin, Sverige, 2014–2021
- Kristina Háfoss, Färöarna, 2021–

## Presidenter
- Outi Ojala, Finland, 2002
- Inge Lønning, Norge, 2003
- Gabriel Romanus, Sverige, 2004
- Rannveig Gudmundsdóttir, Island, 2005
- Ole Stavad, Danmark, 2006
- Dagfinn Høybråten, Norge, 2007
- Erkki Tuomioja, Finland, 2008
- Sinikka Bohlin, Sverige, 2009
- Helgi Hjörvar, Island, 2010
- Henrik Dam Kristensen, Danmark, 2011
- Kimmo Sasi, Finland, 2012
- Marit Nybakk, Norge, 2013
- Karin Åström, Sverige, 2014[12]
- Höskuldur Þórhallsson, Island, 2015[13]
- Henrik Dam Kristensen, Danmark, 2016
- Britt Lundberg, Finland/Åland, 2017
- Michael Tetzschner, Norge 2018
- Jessica Polfjärd, Sverige 2019
- Silja Dögg Gunnarsdóttir, Island 2020
- Jorodd Asphjell, Norge 2023 information om ordförandeskapet 2023 på rådets webbplats
- Bryndis Haraldsdóttir, Island 2024
- Heléne Björklund, Sverige 2025

## Svenska parlamentariker i Nordiska rådet
Efter valet 2022 valdes följande svenska riksdagsledamöter till att vara ordinarie ledamöter av Nordiska rådets svenska delegation: 
- Angelika Bengtsson, SD
- Ann-Christine From Utterstedt, SD
- Ann-Sofie Alm, M
- Anna Starbrink, L
- Åsa Karlsson, S
- Catarina Deremar, C
- Emma Berginger, MP
- Eva Lindh, S
- Gunilla Carlsson, S
- Hans Wallmark, M
- Heléne Björklund, S
- Johan Andersson, S
- Kjell-Arne Ottosson, KD
- Lars Mejern Larsson, S
- Lorena Delgado Varas, V
- Maria Stockhaus, M
- Pål Jonson, M
- Per-Arne Håkansson, S
- Staffan Eklöf, SD
- Victoria Tiblom, SD

## Ungdomens nordiska råd
Ungdomens nordiska råd (UNR) är ungdomarnas kanal att påverka på samnordisk nivå. UNR:s verksamhet finansieras huvudsakligen av Nordiska rådet. UNR:s funktion är att skapa och aktivera diskussion mellan nordiska ungdomar och fungera som direkt länk till Nordiska rådets verksamhet.
UNR samlas årligen till en egen session där politiskt aktiva ungdomar diskuterar om aktuella ämnen runt nordiskt samarbete. Sessionen ordnas alltid i månadsskiftet oktober-november, veckoslutet innan Nordiska rådets session. Utöver sessionen, möts UNR:s presidium i samband med Nordiska Rådets möten och driver fram de resolutioner som UNR:s session demokratiskt antagit.
Sedan 2002 har UNR haft eget presidium som väljs demokratiskt i den årliga sessionen för ett år i taget. Presidiets medlemmar representerar ungdomarnas politiska paraplyorganisationer i Norden och det består av nio medlemmar: president, sju ordinarie medlemmar och Föreningarna Nordens Ungdomsförbunds (FNUF). Varje medlem har dessutom en suppleant. Paraplyorganisationerna representerade är Förbundet Nordens Socialdemokratiske Ungdom (FNSU), Nordens Liberale Ungdom (NLU), Grön Ungdom i Norden (GUN), Nordisk Ungkonservativ Union (NUU), Socialistisk Ungdom i Norden (SUN), Kristdemokratisk Ungdom i Norden (KDUN), Nordiska Centerungdomens Förbund (NCF) och Nordisk Friheds Ungdom (NFU) med rösträtt samt Föreningarna Nordens Ungdomsförbunds (FNUF) med observatörstatus.
UNR:s sekretariat handhas av Föreningarna Nordens Ungdomsförbund och är placerat på Pohjola-Nordens Ungdomsförbund i Helsingfors.